# 프레리들쥐
프레리밭쥐 또는 프레리들쥐(Prairie vole)는 mouse와 rat의 중간 정도 크기인 설치류이며, 중앙 북미에서 발견된 작은 들쥐이다. 이 들쥐는 몸의 상단 부분에는 길고 굵은 잿빛의 갈색 털을 가지고 있고, 몸의 아래 부분에는 노란 털을 가지고 있다. 또한, 귀와 꼬리는 매우 짧고 다소 어둡다. 그들은 중앙 미국과 캐나다에서 초원에서 발견되었으며, 자세한 지역은 서쪽에 있는 동부 록키 산맥과 동쪽에 있는 웨스트 버지니아와 북쪽의 캐나다 대초원에 이르기까지 광활한 범위에서 서식하고 있다.
프레리들쥐는 다른 들쥐와는 다르게 일부일처의 특성을 갖고 있다. 남성과 여성의 파트너가 평생 한 쌍으로 서로 둥지를 공유하며 함께 육아의 책임을 맡게 된다. 이러한 행동 관계를 pair bond라고 하는데, 프레리들쥐는 서로 파트너 간의 쌍 결합을 갖고 지속적인 삶을 유지해 가는 페어 본딩을 하는 동물이다. 따라서 일반적으로 서로의 파트너가 강한 유대감과 친밀감을 유지하는 행동을 보이게 되므로 일부일처 행동과 사회 접합을 연구하는데 중요한 실험 동물 모델이 된다.
프레리들쥐의 생식 특성을 살펴보면, 짝짓기 기간 동안에는 자신들의 개별적 지역을 차지하여 다른 종의 들쥐들로부터 보호한다. 이 또한 일부일처의 특성을 잘 나타내주는 단적인 예이다. 이들은 소변 및 기타 분비물로부터 자신들의 영토를 표시한다. 대신 짝짓기 계절이 지나면, 다시 다른 종의 들쥐들과 함께 대초원의 서식지를 넓히게 된다.
이러한 페어 본딩의 원인인 생화학적 요인을 살펴보면, 프레리들쥐의 행동학적 요인은 옥시토신과 바소프레신 호르몬과 관련이 있다. 여성 프레리들쥐 뇌의 옥시토신 수용체는 다른 종에 비해 더 많이 분포되어 있음을 확인할 수 있고, 남성 프레리들쥐 뇌의 바소프레신 수용체는 다른 접합 동물 (예: 인간) 과 페어 본딩하지 않는 동물 (예: 침팬지) 에 비해 그 이상의 수용체들이 존재함을 확인할 수 있다.